# Zelotes monachus
Zelotes monachus är en spindelart som beskrevs av Chamberlin 1924. Zelotes monachus ingår i släktet Zelotes och familjen plattbuksspindlar. Inga underarter finns listade i Catalogue of Life.